# Uroplatus garamaso
Uroplatus garamaso — вид ящірок з родини геконових (Gekkonidae). Описаний у 2023 році.

## Систематика
Uroplatus garamaso спочатку не визнавався як окремий вид від Uroplatus henkeli, і його вважали популяцією останнього виду. Незважаючи на те, що в 2007 році U. garamaso було визнано окремою генетичною лінією, її таксономічну оцінку не проводили до 2023 року, коли U. garamaso було описано як окремий вид на основі секвенування ДНК і зовнішньої морфології.

## Назва
Видовий епітет garamaso — це малагасійський термін, що використовується на Мадагаскарі для позначення людини з яскравими, блискучими очима. Назва відноситься до характерного кольору очей цього виду.

## Поширення
Ендемік Мадагаскару. Вид поширений на півночі острова. Трапляється в таких охоронних територіях, як національний парк Монтань-д'Амбр, Аналамерана, Анкарана, Монтань-де-Франсез і, ймовірно, Анцоліпа. Мешкає в сухих листяних лісах (як у незайманих лісах, так і в більш деградованих районах навколо плантацій).

## Опис
Тіло завдовжки 83–139 мм, не враховуючи хвоста. Забарвлення тіла різноманітне, із сірим або коричневим основним кольором і темнішими сітчастими візерунками, а деякі особини можуть мати великі ділянки однорідного світлого кольору. Як і інші представники роду Uroplatus, має широкий, сплощений хвіст, схожий за формою на листок. Ящірка має яскраве жовто-червоне забарвлення райдужної оболонки, а також непігментований кінчик язика (на відміну від чорного кінчика язика в U. henkeli).

## Спосіб життя
Ця рептилія є деревним і нічним видом, активним вночі на стовбурах дерев і гілках приблизно від 1 до 4 метрів над землею. Відомо, що ящірка активно повзає в пошуках здобичі, до якої входять комахи.